# Jensen 541
Jensen 541 — легковий автомобіль, що виготовлявся компанією Jensen Motors у 1954—1959 рр.
Вперше був представлений на Лондонському автосалоні у жовтні 1953 р., а виробництво розпочалось з 1954 р. 
Автомобіль мав скловолоконний кузов зі сталевою рамою, 6-циліндровий рядний двигун з трьома карбюраторами SU.
Коробка передач була механічною 4-східчастою з підвищувальною передачею як опцією (виробництва Laycock de Normanville).
Кузов складався з трьох основних частин. Уся передня частина кузова піднімалась для доступу до двигуна.
Двері виконувались з алюмінієвого сплаву.
Передня підвіска — незалежна пружинна, задня — залежна на напівеліптичних ресорах та з тягою Панара.
На вибір пропонувались спицьовані чи штамповані сталеві колеса. Спочатку автомобіль мав барабанні гальмівні механізми (279 мм) та підсилювач у приводі. А з 1956 р. на версії 541 Deluxe усі гальмівні механізми стали дисковими (фірми Dunlop) — вперше на британському 4-місному автомобілі.
Також це був дорогий автомобіль з добре оснащеним салоном, зокрема зі шкіряною обивкою сидінь у базовій комплектації.
Окремі передні сидіння розділялись високим трансмісійним тунелем, а задні мали невеликий центральний підлокотник.
Останні, для збільшення багажного простору відкидались вперед.
Базовими кольорами у 1955 р. були: чорний, білий кремовий (ivory), темно-червоний (imperial crimson), сірий (moonbeam grey), світло-голубий (Boticelli blue), темно-зелений (deep green) та бежевий (Tampico beige).
Завдяки легким матеріалам, автомобіль став легшим за тодішній Interceptor, маючи суху масу 1220 кг попри стару конструкцію з масою 1370 кг. Відобразилось це і на динамічних характеристиках.
У 1957 р. з'явилася модель 541R, а у 1960 р. модель 541S з ширшим кузовом та іншою решіткою.
Виробництво Jensen 541 закінчилось у 1959 р., а моделі 541S на початку 1963 р. Заміною останньої став C-V8.

## Динамічні характеристики
Ще при запуску у виробництво Jensen 541 мав значну потужність у 135 к.с. (101 кВт) та максимальну швидкість 109 миль/год (175 км/год).
У 1955 р. журнал The Motor випробував Jensen (з підвищувальною передачею).
Максимальна швидкість становила 115,8 миль/год (186,4 км/год), розгін 0—60 миль/год (97 км/год) за 10,8 с.
Витрата палива — 20,6 миль на імперський галон (13,7 л/100 км, 17,2 милі на амер. галон).
Разом з податками тестовий автомобіль коштував £2146 (з «овердрайвом»).
У 1957 р. Річард Дженсен створив Jensen 541 deluxe з двигуном Chrysler Hemi, однак даних по динамічним характеристикам та витраті палива не відомо.
Базовий автомобіль коштував £1821.

## Купе-кабріолет від Abbott Of Farnham
Два екземпляри моделі 541 були перероблені у кабріолети компанією Abbott of Farnham.

## Галерея

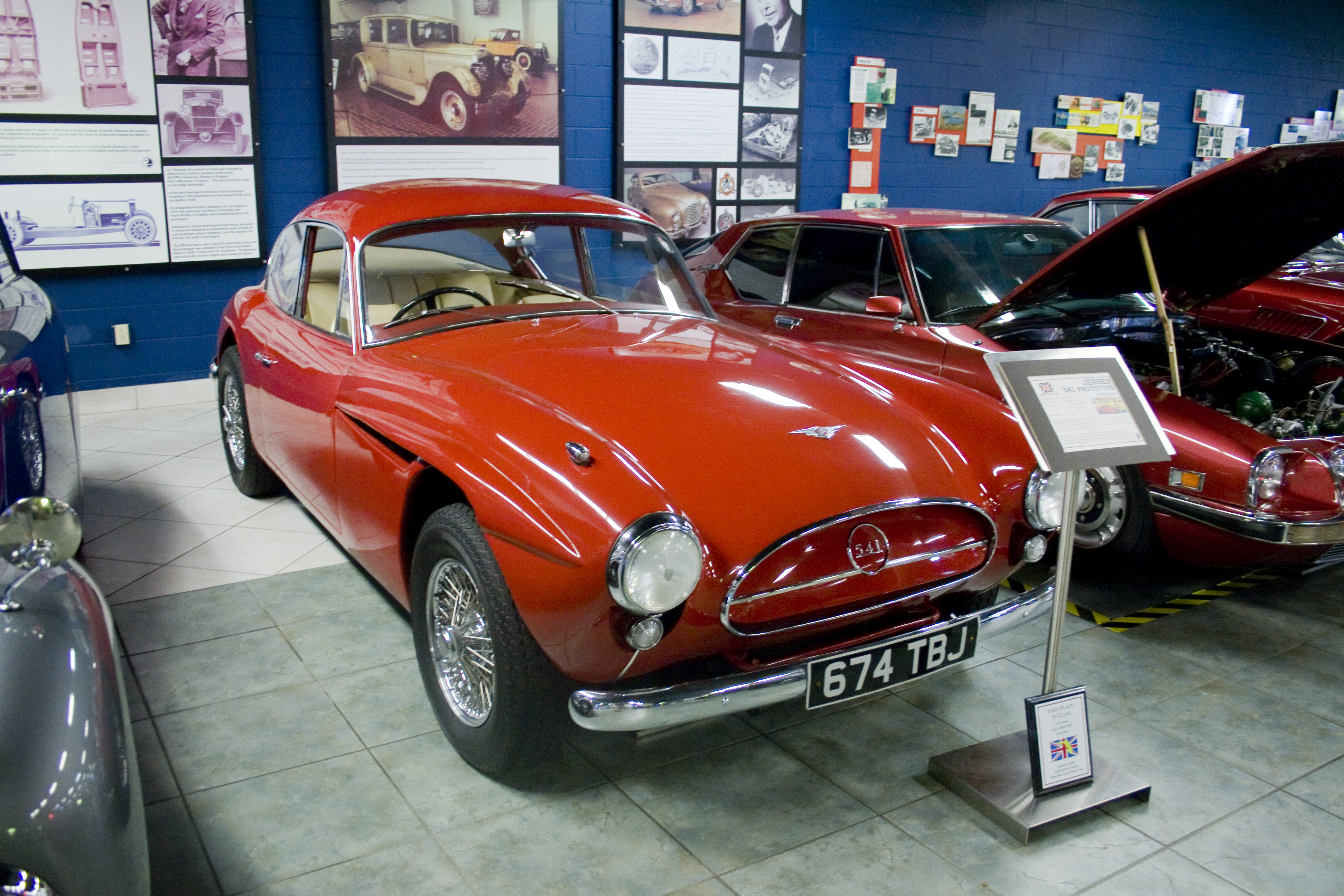
Прототип Jensen 541 з кузовом із алюмінієвого сплаву
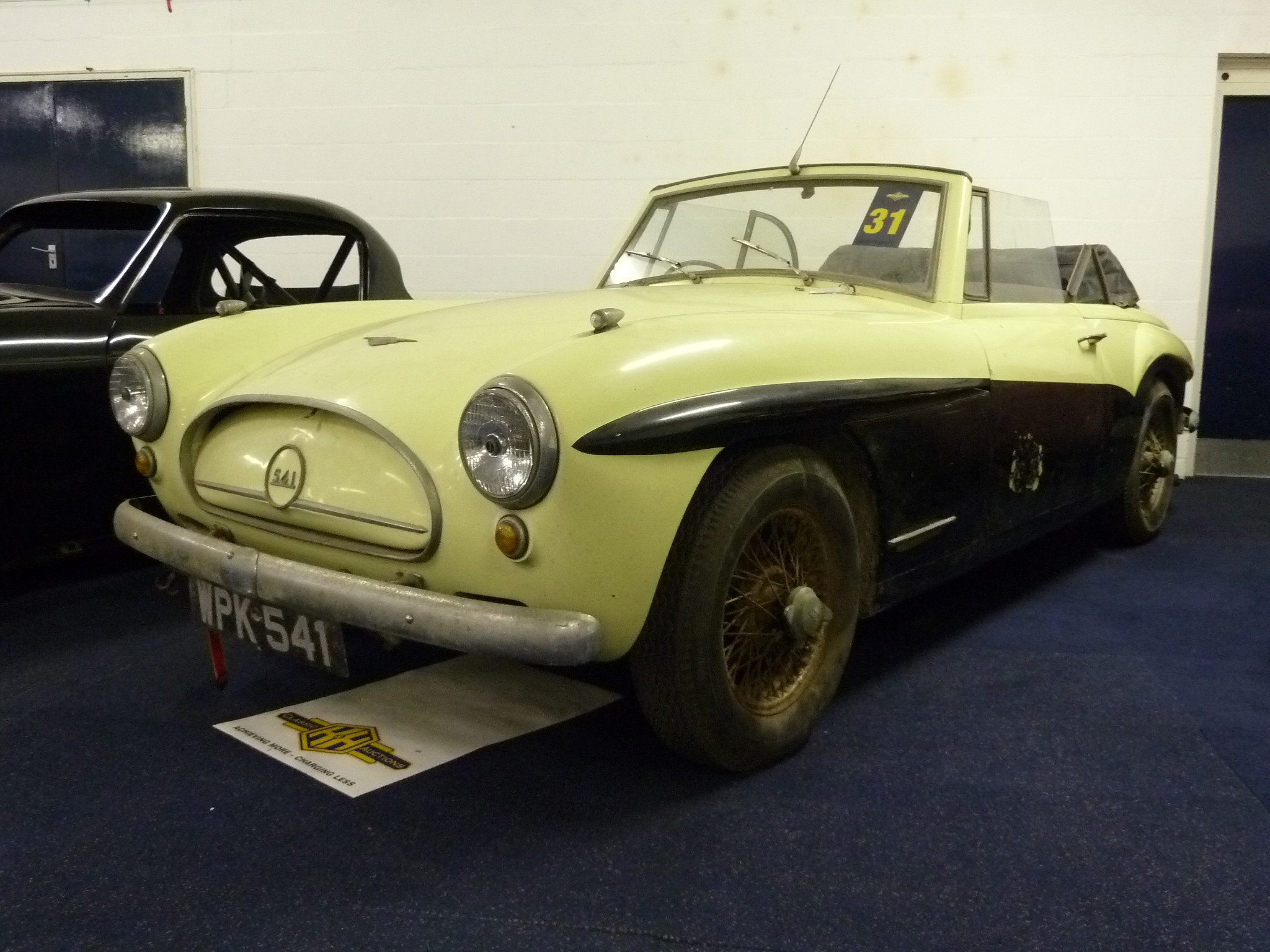
Один з двох купе-кабріолетів від Abbott of Farnham